# Parc Natural de les Peñas de Aya
El Parc Natural de les Peñas de Aya (en euskera Aiako Harria) es troba a l'extrem oriental de la província de Guipúscoa a la Comunitat Autònoma del País Basc, a Espanya; va ser declarat espai natural protegit l'abril de 1995. Té una extensió de 6.913 hectàrees, amb un perímetre de 105,5 km. La distància màxima entre dos punts és de 19,1 km, que correspon a la separació entre l'extrem nord-est (riu Bidasoa) i el sud-est (embassament d'Añarbe). L'altitud màxima correspon a Aiako Harria amb 834 metres, i la mínima a la part baixa del Bidasoa (6 m), si bé la major part del territori (71%) se situa entre els 200 i els 500 metres d'altitud.
El Parc Natural està format per terrenys que pertanyen als municipis d'Errenteria (amb un 25,1%), Oiartzun (amb el 44,7%), Irun (amb el 18,2%), Hernani (amb el 9%) i Sant Sebastià (amb el 3%).
Es tracta d'un espai de muntanya, al límit occidental dels Pirineus, ubicat entre el riu Bidasoa i el riu Urumea, amb el límit meridional a la Comunitat Foral de Navarra. Aquest espai té una especial importància pel fet d'estar constituït per un massís paleozoic, en el qual afloren els materials més antics de la regió.

## Flora
Peñas de Aya està format per una successió de valls en vessants de forts pendents. Malgrat que part del parc està cobert per plantacions de coníferes (Pinus sp.), hi perviuen representacions del bosc natural, com la roureda o la fageda d'Añarbe, la roureda o rebollar d'Endara i la fageda d'Oianleku. A més d'aquests boscos, entre les unitats de vegetació que tenen un valor important per la seva riquesa biològica i per la seva singularitat destaquen petits esfagnals, rocams silícics i comunitats lligades a petits rierols en zones arrecerades

## Fauna
La fauna té un caràcter bàsicament eurosiberià. S'hi poden trobar més de 147 espècies de vertebrats, entre els quals destaquen les espècies forestals, com el cabirol i el porc senglar, rupícoles, com el voltor i aquàtiques, com el salmó.

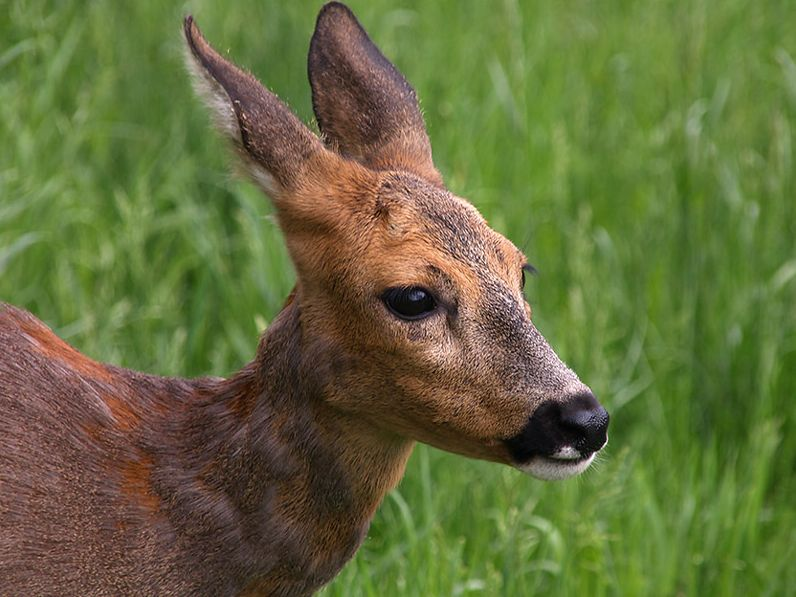
Cabirol
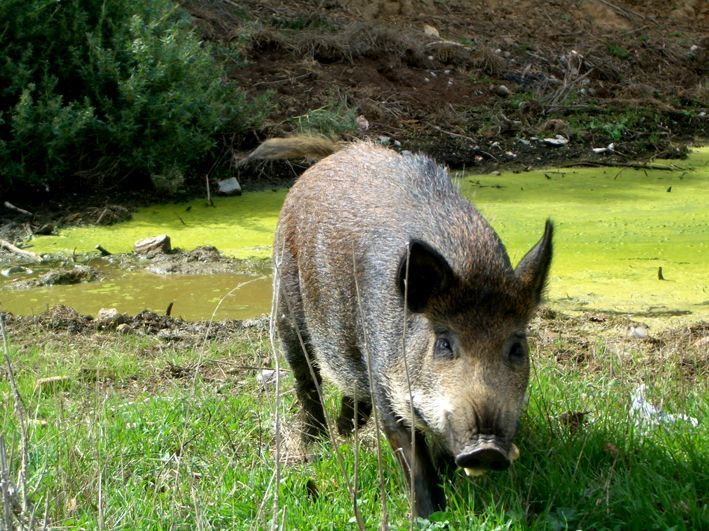
Porc senglar
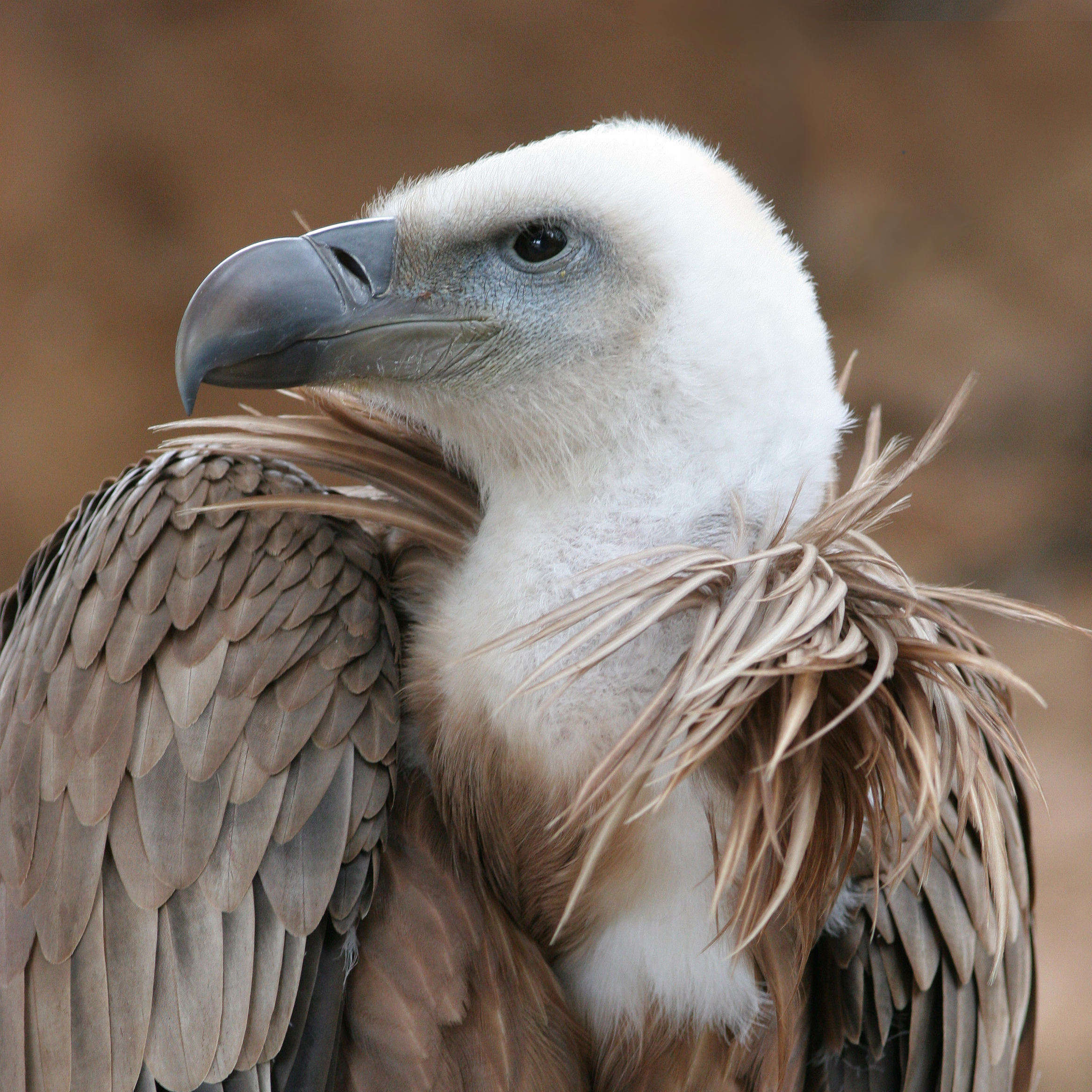
Voltor

## Clima
El Parc Natural de les Peñas de Aya està situat als contraforts dels Pirineus. Contra les seves muntanyes xoquen les masses d'aire procedents del Golf de Biscaia, sent les primeres pantalles condensadores de la humitat, la qual cosa porta abundants precipitacions a les valls situades a sobrevent. D'aquesta forma, es pot dir que aquesta zona registra les pluges més altes del País Basc: la precipitació anual supera els 2.000 mm a les valls, mentre que a Aiako Harria se superen els 2.800 mm, registrant-se el màxim pluviomètric en els mesos d'hivern. Tot i així, les temperatures són suaus a l'hivern i a l'estiu, suavitzades per la influència marina. La temperatura mitjana anual ronda els 12 °C, un 17 °C la mitjana de les màximes i 8 °C la mitjana de les mínimes.